# راس اوهنسی
راس اوهنسی (انگلیسی: Ross O'Hennessy؛ زادهٔ ۱۹۷۴) بازیگر اهل ولز است. او در ۲ فصل از سریال بازی تاج‌وتخت نقش‌آفرینی نموده است.
از فیلم‌ها یا مجموعه‌های تلویزیونی که وی در آن‌ها نقش داشته‌است، می‌توان به توطئه، هاردهوم، پلیدی‌های داوینچی، شهر هالبی، تفنگدارها و تورچ وود اشاره نمود.